# Luther Vandross

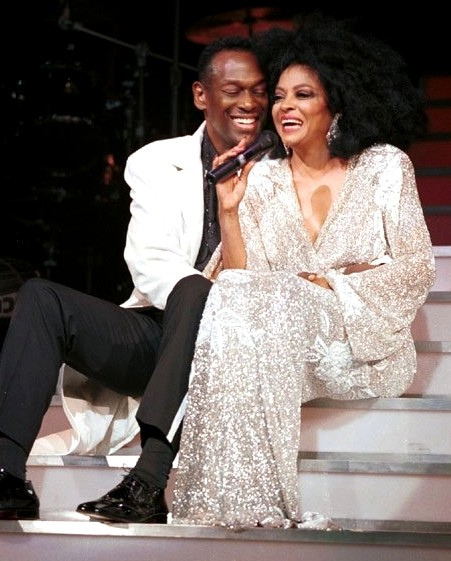
Luther Vandross und Diana Ross (2000)

Luther Ronzoni Vandross (* 20. April 1951 in New York City; † 1. Juli 2005 in Edison, New Jersey) war ein US-amerikanischer Soul- und R&B-Sänger, -Songschreiber sowie -Produzent. Er verkaufte im Laufe seiner über drei Jahrzehnte langen Karriere über 25 Millionen Alben und wurde mit acht Grammy Awards ausgezeichnet. Zu seinen größten und bekanntesten Erfolgen zählen Never Too Much (1981), Stop to Love (1986), Here and Now (1989), Power of Love/Love Power, Don’t Want to Be a Fool (1991), The Best Things in Life Are Free (1992, mit Janet Jackson), Endless Love (1994, mit Mariah Carey) und Dance with My Father (2003).

## Leben
Luther Vandross wurde in der Lower East Side von Manhattan geboren. Sein Vater hieß ebenfalls Luther, er starb 1959. Seine Mutter Mary Ida war Krankenschwester. Luther Vandross begann bereits im Alter von drei Jahren mit dem Klavierspielen.
Vandross begann seine Karriere in den 1970er Jahren als Background-Sänger für Künstler wie David Bowie, Roberta Flack, Carly Simon, Donna Summer, Bette Midler und Barbra Streisand.
Sein Durchbruch gelang ihm als Gast-Sänger der Gruppe Change. Deren erster Hit war Searching. Vandross war von 1981 bis 1995 fast durchgängig in den US-Charts vertreten und hatte in den R&B-Charts 22 Top-Ten-Hits (davon fünfmal Nummer 1). In den Singles-Charts landete er seinen ersten Top-10-Erfolg im Jahr 1990 mit Here and Now. Seine größten internationalen Erfolge waren die Duette The Best Things in Life Are Free mit Janet Jackson und Endless Love mit Mariah Carey. Sein Titel Dance with My Father wurde bei der Grammy-Verleihung im Jahr 2004 als Song des Jahres ausgezeichnet. Viele seiner Hits entstanden in Zusammenarbeit mit dem Arrangeur und Pianisten Nat Adderley junior.
2002 spielte er in der Serie Ein Hauch von Himmel (Folge 8x20) mit.
Vandross litt unter erblichem Diabetes. Am 16. April 2003 erlitt er einen Schlaganfall, von dessen Folgen er sich nicht mehr vollständig erholte. Bei den Grammy Awards 2004 erschien er lediglich in einem vorab aufgezeichneten Videosegment, um sich für seinen 'Song of the Year Award' für Dance with My Father zu bedanken; seine Mutter Mary nahm den Preis für ihn entgegen. Sein letzter öffentlicher Auftritt war am 6. Mai 2004 in der Oprah Winfrey Show. Vandross starb am 1. Juli 2005 im JFK Medical Center in Edison, New Jersey, im Alter von 54 Jahren an einem Herzinfarkt.
Nachdem es im Lauf der Jahre immer wieder Spekulationen um Vandross' sexuelle Orientierung gegeben hatte, bestätigte seine Freundin Patti LaBelle im Jahr 2017, zwölf Jahre nach seinem Tod, dass er schwul war. Vandross sei sich bewusst gewesen, dass ein offizielles Outing seiner Karriere abträglich gewesen wäre, da die Mehrheit seiner Zielgruppe Frauen waren. LaBelle sagte, dass "[Vandross] viele weibliche Fans hatte" und "er die Welt einfach nicht verärgern wollte".

## Diskografie
Studioalben

| Jahr | Titel Musiklabel                           | Höchstplatzierung, Gesamtwochen, AuszeichnungChartplatzierungen (Jahr, Titel, Musiklabel, Platzierungen, Wochen, Auszeichnungen, Anmerkungen) | Höchstplatzierung, Gesamtwochen, AuszeichnungChartplatzierungen (Jahr, Titel, Musiklabel, Platzierungen, Wochen, Auszeichnungen, Anmerkungen) | Höchstplatzierung, Gesamtwochen, AuszeichnungChartplatzierungen (Jahr, Titel, Musiklabel, Platzierungen, Wochen, Auszeichnungen, Anmerkungen) | Höchstplatzierung, Gesamtwochen, AuszeichnungChartplatzierungen (Jahr, Titel, Musiklabel, Platzierungen, Wochen, Auszeichnungen, Anmerkungen) | Höchstplatzierung, Gesamtwochen, AuszeichnungChartplatzierungen (Jahr, Titel, Musiklabel, Platzierungen, Wochen, Auszeichnungen, Anmerkungen) | Anmerkungen                                                             |
| Jahr | Titel Musiklabel                           | DE | AT | CH | UK | US | Anmerkungen                                                             |
| ---- | ------------------------------------------ | --- | --- | --- | --- | --- | ----------------------------------------------------------------------- |
| 1981 | Never Too Much Epic Records                | — | — | — | UK41 (30 Wo.)UK | US19 ×2Doppelplatin · (36 Wo.)US | Erstveröffentlichung: 12. August 1981 in UK erst 1987 veröffentlicht    |
| 1982 | Forever, for Always, for Love Epic Records | — | — | — | UK23 Platin · (16 Wo.)UK | US20 Platin · (36 Wo.)US | Erstveröffentlichung: 21. September 1982 in UK erst 1987 veröffentlicht |
| 1983 | Busy Body Epic Records                     | — | — | — | UK42 (12 Wo.)UK | US32 Platin · (41 Wo.)US | Erstveröffentlichung: 25. November 1983                                 |
| 1985 | The Night I Fell in Love Epic Records      | — | — | — | UK19 (10 Wo.)UK | US19 ×2Doppelplatin · (56 Wo.)US | Erstveröffentlichung: 8. März 1985                                      |
| 1986 | Give Me the Reason Epic Records            | — | — | — | UK3 ×2Doppelplatin · (99 Wo.)UK | US14 ×2Doppelplatin · (53 Wo.)US | Erstveröffentlichung: 26. September 1986                                |
| 1988 | Any Love Epic Records                      | — | — | — | UK3 Gold · (22 Wo.)UK | US9 Platin · (33 Wo.)US | Erstveröffentlichung: 20. September 1988                                |
| 1991 | Power of Love Epic Records                 | — | AT34 (2 Wo.)AT | — | UK9 Silber · (9 Wo.)UK | US7 ×2Doppelplatin · (60 Wo.)US | Erstveröffentlichung: 26. April 1991                                    |
| 1993 | Never Let Me Go Epic Records               | — | — | — | UK11 (5 Wo.)UK | US6 Platin · (28 Wo.)US | Erstveröffentlichung: 26. Mai 1993                                      |
| 1994 | Songs Epic Records                         | DE24 (13 Wo.)DE | AT27 (6 Wo.)AT | CH20 (8 Wo.)CH | UK1 Platin · (28 Wo.)UK | US5 ×2Doppelplatin · (37 Wo.)US | Erstveröffentlichung: 20. September 1994                                |
| 1995 | This Is Christmas Epic Records             | — | — | — | — | US28 Platin · (8 Wo.)US | Erstveröffentlichung: 18. Oktober 1995                                  |
| 1996 | Your Secret Love Epic Records              | — | — | — | UK14 Silber · (4 Wo.)UK | US9 Platin · (28 Wo.)US | Erstveröffentlichung: Oktober 1996                                      |
| 1998 | I Know Virgin Records                      | — | — | — | UK42 (1 Wo.)UK | US26 Gold · (15 Wo.)US | Erstveröffentlichung: 11. August 1998                                   |
| 2001 | Luther Vandross J Records                  | — | — | — | — | US6 Platin · (41 Wo.)US | Erstveröffentlichung: 19. Juni 2001                                     |
| 2002 | Dance with My Father J Records             | — | — | — | UK41 Gold · (15 Wo.)UK | US1 ×2Doppelplatin · (61 Wo.)US | Erstveröffentlichung: 10. Juni 2003 Grammy (Bestes R&B-Album)           |

grau schraffiert: keine Chartdaten aus diesem Jahr verfügbar

## Auszeichnungen

### American Music Awards
- 1988: Favorite Soul/R&B Male Artist
- 1990: Favorite Soul/R&B Male Artist
- 1992: Favorite Soul/R&B Male Artist; Favorite Soul/R&B Album (für Power of Love)
- 1994: Favorite Soul/R&B Male Artist
- 1996: Favorite Soul/R&B Male Artist
- 2002: Favorite Soul/R&B Male Artist
- 2003: Favorite Soul/R&B Male Artist; Favorite Soul/R&B Album (für Dance with My Father)

### Grammy Award
- 1991: Best R&B Vocal Performance, Male (für Here And Now)
- 1992: Best R&B Vocal Performance, Male und Best Rhythm & Blues Song (für Power of Love)
- 1997: Best Male R&B Vocal Performance (für Your Secret Love)
- 2004: Best Male R&B Vocal Performance und Song of the Year (für Dance with My Father); Best R&B Album (für Dance with My Father); Best R&B Performance By a Duo or Group with Vocals (für The Closer I Get to You)

### Image Award
- 1999: Bester Künstler
- 2002: Bester Künstler
- 2004: Bester Künstler; Bestes Lied (für Dance With My Father); Bestes Album (für Dance With My Father)

Der Rolling Stone listete Vandross 2008 auf Rang 54 der 100 größten Sänger aller Zeiten.
2021 wurde Vandross anlässlich des 70. Geburtstags von der Suchmaschine Google mit einem Doodle geehrt.